# Google prevoditelj
Google prevoditelj (engl. Google translate) jedna je od brojnih internetskih usluga tvrtke Google, koja nudi besplatno višejezično strojno prevođenje tekstova unutar vašeg internetskog preglednika. Usluga je pokrenuta u travnju 2006. godine.

## Jezici
Podržano je preko 100. jezika svijeta, dostupni jezici čije ime počinje na slovo h:
- haićansko-kreolski
- hausa
- havajski
- hebrejski
- hindu
- hmong
- hrvatski

## Manjkavosti
Strojno prevođenje bliskih jezika jednostavnih gramatika jednostavno je, odnosno, prijevodi dobiveni strojnim prevođenjem jezika jednostavnih gramatika često se vrlo malo razlikuju od prijevoda dobivenih ljudskim prevođenjem, npr. prevođenje s danskog na engleski jezik ili u suprotnom smjeru. Alati za strojno prevođenje nesrodnih jezika složenih gramatika početkom 21. stoljeća ne daju zadovoljavajuće rezultate, pri čemu Google prevoditelj bitno ne odstupa od drugih takvih proizvoda.

## Zanimljivosti
Specifičnost strojnog prevođenja koje se rabi tzv. crowdsourcingom su brojne pogreške koje su teško moguće, ali ipak ne i nemoguće stvarnim ljudima:
- Rusija je postala Mordor[4]
- engleski glagol may (moći, smjeti) Google prevoditelj je godinama na hrvatski jezik dosljedno prevodio kao svibanj, jer svibanj jer riječ koja se na engleskom jeziku piše isto kao naš glagol smjeti, samo obično - velikim početnim slovom - May.
- Na stranicama Kinezološkog fakulteta u Zagrebu nalazi se kratak dokument uputa studentima koji završava riječima: Google translate nije savršen! Ispravite i provjerite[5]
- Valja napomenuti, iako se neki vade na Google prevoditelj kao krivca: Ovo su samo neki od primjera, a za sve je, uz neznanje, kriv i "Google translate"., za sljedeće pogreške nije kriv Googleov proizvod, nego neznanje ili ljudska nebriga: u bogatoj ponudi jela i pića, u dijelu sa slasticama možete naići na ponudu silovanja, čija je cijena stotinjak kuna. Listajući neke od karata, u oko nam je zapela upravo ta ponuda, a razlog tome je jedno izostavljeno slovo. Umjesto grape, što na engleskom znači grozd, napisano je rape, što označava silovanje., ili ćevapi postanu čevapi, pileći sendvič-pileči sendvić, a cheeseburger je u nas čizburger. Potkradu se tu i ostale kardinalne pogreške... Osim famoznog silovanja, naišli smo i na datoteku lubina, jer umjesto filet piše file.[6]